# Tuấn Dương (biên tập viên)
Nguyễn Tuấn Dương (sinh ngày 26 tháng 11 năm 1982) là một người dẫn chương trình, biên tập viên người Việt Nam. Năm 2021, Tuấn Dương đoạt giải "Người dẫn chương trình ấn tượng" tại Ấn tượng VTV.

## Tiểu sử và sự nghiệp
Tuấn Dương tên khai sinh Nguyễn Tuấn Dương, sinh năm 1982. Trước khi chuyển về công tác tại Đài Truyền hình Việt Nam, anh từng công tác tại Đài Truyền hình Kỹ thuật số VTC. Anh từng được biết đến với vai trò biên tập viên nhiều chương trình Thời sự, chính luận trên kênh VTC1. Cuối năm 2013, anh chính thức chuyển về công tác tại Đài Truyền hình Việt Nam, làm việc tại phòng Xã hội, Ban Thời sự. Với lối dẫn dí dỏm, Tuấn Dương gây ấn tượng qua các chương trình như "Chào buổi sáng", "Cuộc sống thường ngày", "Việt Nam hôm nay" và bản tin "Thời sự".

## Đời tư
Theo lời kể của Tuấn Dương, anh kết hôn vào lúc 28 tuổi, họ đã gặp nhau khi làm cùng đài VTC và có 2 con gái.Tuy nhiên, anh rất kín tiếng về đời tư. Anh ít chia sẻ về gia đình của mình trên mạng xã hội.

## Sự cố
Ngày 25 tháng 10 năm 2020, khi đang dẫn chương trình "Mưa lũ lịch sử miền Trung" trên kênh VTV1, Tuấn Dương không giấu được sự xúc động và bật khóc. Sau đó, anh phải dừng lại một lúc, trấn tĩnh và nói: "Xin lỗi quý vị" thì mới có thể tiếp tục phần dẫn dắt của mình.

## Giải thưởng
| Năm  | Giải thưởng  | Hạng mục                        | Kết quả   | Nguồn |
| ---- | ------------ | ------------------------------- | --------- | ----- |
| 2018 | Ấn tượng VTV | Người dẫn chương trình ấn tượng | Đề cử     | [ 8 ] |
| 2021 | Ấn tượng VTV | Người dẫn chương trình ấn tượng | Đoạt giải | [ 9 ] |